# Дмитрівська сільська рада (Бердичівська міська рада)
Дмитрівська сільська рада — колишня адміністративно-територіальна одиниця та орган місцевого самоврядування в Махнівському (Бердичівському), Бердичівському районах і Бердичівській міській раді Бердичівської округи, Вінницької та Житомирської областей Української РСР з адміністративним центром у селі Дмитрівка.

## Населені пункти
Сільській раді на час ліквідації були підпорядковані населені пункти:
- с. Дмитрівка
- х. Дубова
- х. Острожинський

## Населення
Відповідно до перепису населення СРСР 17 грудня 1926 року, чисельність населення ради становила 1 520 осіб, з них за статтю: чоловіків — 616, жінок — 634; етнічний склад: українців — 1 040, поляків — 186, чехів — 3, інші — 21. Кількість домогосподарств — 277.

## Історія та адміністративний устрій
Створена 1923 року в складі с. Дмитрівка та хуторів Дубова й Острожинський Бистрицької волості Бердичівського повіту Київської губернії. 7 березня 1923 року увійшла до складу новоствореного Бердичівського (згодом — Махнівський) району Бердичівської округи.
17 червня 1925 року, відповідно до постанови ВУЦВК та РНК УСРР «Про адміністраційно-територіяльне переконструювання Бердичівської й суміжних з нею округ Київщини, Волині й Поділля», сільська рада увійшла до складу новоствореного Бердичівського району Бердичівської округи. 15 вересня 1930 року, відповідно до постанови ВУЦВК та РНК УСРР «Про ліквідацію округ та перехід на двоступеневу систему управління», сільську раду передано в підпорядкування Бердичівської міської ради.
Ліквідована 20 жовтня 1938 року, територію та населені пункти приєднано до складу Гришковецької селищної ради Бердичівської міської ради Житомирської області.